# Saggio di Fehling
Il reattivo di Fehling è un reagente specifico per il carattere xenico di taluni glucidi, sviluppato dal chimico tedesco Hermann von Fehling nel 1848. 
Misurando la quantità di agente ossidante che viene ridotta da una soluzione di zucchero, diventa possibile determinare anche la concentrazione dello zucchero. Per molti anni la concentrazione di glucosio nel sangue o nelle urine è stata valutata con questo metodo per diagnosticare il diabete mellito. Ora disponiamo di metodi più sensibili per misurare la concentrazione di glucosio nel sangue usando un enzima, la glucosio ossidasi.
Il saggio di Fehling prevede l'aggiunta alla soluzione acquosa di un carboidrato e di quantità esattamente uguali di Fehling A e Fehling B;
- Il primo (A) è costituito da solfato rameico pentaidrato (CuSO4·5 H2O) (69,278 g/l di soluzione);
- Il secondo (B) è costituito da tartrato di sodio e potassio (sale di Seignette) + NaOH (idrossido di sodio): 346g + 100g di NaOH/l di soluzione.

Si porta ad ebollizione, o anche a bagnomaria, e la comparsa di un caratteristico precipitato rosso mattone confermerà la capacità riducente del carboidrato in esame. Il precipitato è costituito da ossido rameoso. Il rame della soluzione A viene mantenuto in soluzione come ione rameico grazie al tampone tartrato di sodio e potassio (Fehling B) che lo complessa favorendo la tautomeria cheto-enolica, perché altrimenti il rame precipiterebbe come idrossido dato l'ambiente basico dovuto a NaOH.